# Сомали на летних Олимпийских играх 2000
Сомали принимала участие в Летних Олимпийских играх 2000 года в Сиднее (Австралия) в шестой раз за свою историю, но не завоевала ни одной медали. Сборную страны представляла 1 женщина.